# Đồng tiền xương máu
Đồng tiền xương máu là một bộ phim truyền hình được thực hiện bởi Hãng phim Truyền hình Thành phố Hồ Chí Minh, Đài Truyền hình Thành phố Hồ Chí Minh do Đinh Đức Liêm làm đạo diễn. Phim phát sóng lần đầu vào năm 1998 trên kênh HTV9.

## Nội dung
Đồng tiền xương máu xoay quanh cuộc sống của gia đình ông Khải với ba người con. Ông Khải là người vốn tính cổ hủ, hà khắc nên không tán thành những gì mới mà luôn theo nguyên tắc cũ. Trái lại, Toàn - con trai ông lại bỏ nhà máy của ông ra thành lập công ty với mong muốn giàu có. Những xung đột trong gia đình nảy sinh khi Toàn muốn phá căn nhà là kỷ niệm của ông để xây căn nhà mới...

## Diễn viên
- NSND Lâm Tới trong vai Ông Khải
- Ánh Hoa trong vai Bà Khải[5]
- Chi Bảo trong vai Toàn[6]
- NSƯT Trương Minh Quốc Thái trong vai Hòa
- Trương Ngọc Ánh trong vai Lan Anh[7]
- Quyền Linh trong vai Huy
- NSƯT Cát Tường trong vai Yến[8]
- Thanh Ngọc trong vai Nga
- Huyền Anh trong vai Lan Trinh
- Hoài Dũng trong vai Lý
- Thanh Phúc trong vai Long

Và một số diễn viên khác...

## Giải thưởng
| Năm  | Giải thưởng        | Hạng mục                                  | (Người) đề cử | Kết quả   | Tham khảo |
| ---- | ------------------ | ----------------------------------------- | ------------- | --------- | --------- |
| 1999 | Giải Mai Vàng 1999 | Nam diễn viên điện ảnh - phim truyền hình | Quyền Linh    | Đoạt giải | [ 10 ]    |
| 1999 | Giải Mai Vàng 1999 | Đạo diễn phim truyện                      | Đinh Đức Liêm | Đoạt giải | [ 10 ]    |